# کازینیانا
کازینیانا (به ایتالیایی: Casignana) یک کومونه در ایتالیا است که در استان رجو کالابریا واقع شده‌است.

## خصوصیات
کازینیانا ۲۴ کیلومترمربع مساحت و ۸۰۱ نفر جمعیت دارد و ۳۴۲ متر بالاتر از سطح دریا واقع شده‌است.